# جوامبي ستينا
جوامبي ستينا  (بالإسبانية: Juampi Sutina)‏ مواليد 9 فبراير 1990، هو لاعب كرة سلة أرجنتيني بدأ مسيرته الاحترافية في سنة 2008.